# Wojciech Jerzykowski
Wojciech Jerzykowski (cz. Baranowski) herbu Ostoja (zm. po 1560) – właściciel dóbr ziemskich w Kozarzewie, Gorazdowie, Borkowie i Psarskich.

## Życiorys
Wojciech Jerzykowski należał do rodu Ostojów. Pochodził z rodziny wywodzącej się z Jerzykowa koło Pobiedzisk. Nazwisko Baranowski, przedstawiciele tej rodziny, utworzyli od Baranowa (obecnie w gminie Mosina), gniazda Baranowskich herbu Łodzia, z którymi byli spokrewnieni po kądzieli. Wojciech Jerzykowski był pierwszym Ostojczykiem z Jerzykowa, który używał nazwisko Baranowski.  Był właścicielem dóbr Gorazdowo i Borkowo, które kupił od Mikołaja Tomickiego. W roku 1520 nabył od Mikołaja Zaworskiego za 300 grzywien oraz od Małgorzaty Psarskiej za 100 grzywien dobra we wsi Psarskie. Posiadał także części wsi Kozarzew, które nabył wyderkiem za 600 zł od Katarzyny Kozarzewskiej w roku 1539. Część tej wsi sprzedał w 1544 roku za 500 zł bratankowi Marcinowi Jerzykowskiemu. Wstępował w związki małżeńskie dwukrotnie. Jego pierwszą żoną była Katarzyna Iwańska, której zapisał dożywocie w 1523 roku. Miał z nią dwóch synów - Stanisława i Dobrogosta. Drugą małżonką Wojciecha Jerzykowskiego (Baranowskiego) była Dorota Palędzka, córka Macieja, której oprawił posag w 1539 roku na połowie posiadanych dóbr w Kozarzewie. Doczekał się z nią licznego potomstwa. Miał dwie córki - Elżbietę Kaczkowską i Jadwigę Lisiecką oraz czterech synów - Jana, Tomasza, Piotra i Stefana. Jego wnukiem był Marcin Baranowski (syn Stanisława), pisarz ziemski inowrocławski.